# Valdemaras Venckaitis
Valdemaras Venckaitis (ur. 4 września 1983) – litewski zapaśnik walczący w stylu klasycznym. Olimpijczyk z Pekinu 2008, gdzie zajął czternaste miejsce w kategorii 74 kg.
Brązowy medalista mistrzostw świata w 2007, a także mistrzostw Europy w 2007. Trzeci na wojskowych MŚ w 2014. Akademicki wicemistrz świata w 2006. Wicemistrz świata juniorów w 2003 roku.